# Buffalo Dreams
Buffalo Dreams è un film per la televisione del 2005 diretto da David Jackson con Reiley McClendon. Come molti altri film prodotti dalla Disney, i temi principali che vengono trattati sono l'amicizia e di come essa trionfi nonostante le avversità.